# Fabian Enders
Fabian Enders (geboren 1986 in Rüdersdorf bei Berlin) ist ein deutscher Dirigent. Er ist Künstlerischer Leiter der Ensembles  Deutsche Philharmonische Akademie und Sächsischer Kammerchor.

## Leben und Wirken
Enders studierte nach dem Abitur am Georg-Friedrich-Händel-Gymnasium in Berlin an der Musikhochschule Leipzig Orchesterdirigieren und Chordirigieren bei Georg Christoph Biller und Christian Kluttig, schloss das Studium als Diplomdirigent ab und absolvierte außerdem die A-Prüfung als Kirchenmusiker. Es folgten weitere Studien an der Internationalen Mendelssohn-Akademie in Leipzig und an der Sommerakademie Mozarteum Salzburg als Meisterschüler von Kurt Masur und Peter Gülke (Dirigieren) sowie Peter Schreier (Liedinterpretation). Meisterklassen besuchte er unter anderem bei Helmuth Rilling, Simon Halsey, Hans-Joachim Rotzsch und Jorma Panula. Gefördert wurde er durch das Bayreuth-Stipendium sowie Stipendien der Bachwoche Ansbach und der Sommerakademie Mozarteum Salzburg.
Als Dirigent arbeitet Enders mit Klangkörpern wie dem ORF Radio-Symphonieorchester Wien, den Stuttgarter Philharmonikern, der Filharmonie Brno, der Staatskapelle Halle, der Filharmonia Sudecka, den Brandenburger Symphonikern und im Bereich der Alten Musik mit Ensembles wie der Lautten Compagney Berlin, dem Bachchor Mainz und Bachorchester Mainz oder dem Leipziger Barockorchester zusammen.
Seine künstlerische Laufbahn begann Enders am Theater Chemnitz.  Im Rahmen von Assistenzen und Einstudierungen arbeitete er mit Dirigenten wie Peter Schreier, Simon Rattle, Gottfried von der Goltz, Helmuth Rilling, Yutaka Sado und Robin Ticciati sowie mehrfach mit dem RIAS Kammerchor zusammen.
Mit dem Thomanerchor Leipzig führte Enders in der Thomaskirche Chorwerke von u. a. Anton Bruckner, Johann Sebastian Bach, Kurt Thomas und Felix Mendelssohn Bartholdy auf. Er wirkte zudem u. a. beim Bachfest Leipzig, den Mendelssohn-Festtagen Leipzig, der Mozartwoche Salzburg und beim MDR-Musiksommer und leitete Chöre wie den Thomanerchor, den Rundfunkchor Berlin, die Gächinger Kantorei, den Monteverdi-Chor Hamburg, das Bach-Collegium Stuttgart und Orchester wie die Staatskapelle Halle, das Mitteldeutsche Kammerorchester, das Leipziger Symphonieorchester, das Leipziger Barockorchester und die Kammerphilharmonie Odessa.
Seit 2014 leitet Enders den Sächsischen Kammerchor, die Mitteldeutschen Virtuosen und seit 2017 zusätzlich die Sächsische Solistenvereinigung.
2017 dirigierte Enders anlässlich des Jubiläums der Reformation die Uraufführung von Steffen Schleiermachers Szenen Ich. Thomas Müntzer. Knecht Gottes mit dem Philharmonischen Orchester Altenburg-Gera. In der Thomaskirche führte er 2018 mit dem  Orchester des Staatstheaters Cottbus das Oratorium Christus, der Auferstandene von Gustav Schreck auf. Vom Live-Mitschnitt dieses Konzerts wurde als Weltersteinspielung eine CD produziert, die 2019 für den Musikpreis Opus Klassik nominiert wurde.
Konzerte und Produktionen wurden von mehreren Rundfunksendern ausgestrahlt, darunter Deutschlandfunk Kultur, Österreich 1, rbbKultur und SWR2.

## Preise, Auszeichnungen und Nominierungen
- 2010 Bayreuth-Stipendium des Richard-Wagner-Verbandes Leipzig
- 2021 und 2023 Nominierung als "Dirigent des Jahres" für den Opus Klassik
- 2021 Ernennung zum Musikdirektor
- 2022: 3. Preis bei der International Conducting Masterclass Competion (Bucharest Music Institute und Bucharest Symphony Orchestra)[15]

## Diskografie
- Ein neues Lied wir heben an. Chorwerke auf Gesänge Martin Luthers. Sächsischer Kammerchor, Dirigent: Fabian Enders (Querstand; 2016)
- Wolfgang Amadeus Mozart: Requiem d-Moll KV 626. Mit Marie-Claude Chappuis, Maximilian Schmitt, Johannes Weisser, RIAS Kammerchor (Justin Doyle und Fabian Enders, Chorus Master[16]) Freiburger Barockorchester, Dirigent: René Jacobs (harmonia mundi; 2017)
- Gustav Schreck: Oratorium „Christus, der Auferstandene“. Philharmonisches Orchester Staatstheater Cottbus, Sächsischer Kammerchor, Dirigent: Fabian Enders (Deutschlandfunk Kultur, Rondeau Production; 2018)
- Johann Sebastian Bach: Johannes-Passion. Sächsischer Kammerchor, Mitteldeutsche Virtuosen, Peter Schreier, Fabian Enders (Cembalo und Chorus Master), Tonkünstler-Orchester, Dirigent: Yutaka Sado (Tonkünstler, 2019)
- Joseph Haydn: Die Schöpfung. RIAS Kammerchor (Einstudierung: Fabian Enders[17]), Tonkünstler-Orchester, Dirigent: Yutaka Sado (2019)
- Geistliche Chormusik der Romantik. Sächsische Solistenvereinigung, Fabian Enders (Rondeau Production; 2020)[6]
- Ludwig van Beethoven: Die Weihe des Hauses. Mit Evelin Novak, Klaus Mertens, Vocalconsort Berlin, Sächsischer Kammerchor, Filharmonie Brno, Dirigent: Fabian Enders (Edition Günter Hänssler / Deutschlandfunk Kultur; 2022)
- Ludwig van Beethoven: Musik zu Egmont (Goethe). Mit Evelin Novak, Klaus Mertens, Philharmonie Brünn, Dirigent: Fabian Enders (Querstand – Deutschlandfunk Kultur; 2024)
- Günter Raphael: Symphonie Nr. 1 a-Moll Op. 16 (1923). ORF Radio-Symphonieorchester Wien, Dirigent: Fabian Enders (Prospero, Mai 2025)

## Schriften und kompositorisches Werk
- Unerreicht lebendig – Der Bachinterpret Peter Schreier. In: Matthias Herrmann (Hrsg.) Begegnungen mit Peter Schreier. Sax-Verlag, Markkleeberg 2020, ISBN 978-3-86729-263-4, S. 175–203.
- Motette in VI Versen über O Heiland, reiß die Himmel auf für gemischten Chor, Friedrich Hofmeister Musikverlag Leipzig, 2022
- Motette über Es kommt ein Schiff, geladen für gemischten Chor, Friedrich Hofmeister Musikverlag Leipzig, 2022